# Marie Louise af Hessen-Kassel
Marie Louise af Hessen-Kassel (også kendt som moster Marie; nederlandsk: Marijke Meu, frisisk: Maaike Muoi; født i Kassel 1688, død i Leeuwarden 1765) var Nederlandenes (egentlig Frislands) regent 1711-1731 og 1759-1765 som formynder for sønnen Vilhelm IV af Oranien og sønnesønnen Vilhelm V af Oranien, samt regent i IJsselstein 1731-1751. Hun var søster til Sveriges konge Frederik 1..
Hun var datter af landgreve Karl 1. af Hessen-Kassel og Maria Amalia af Kurland; gift i Kassel 26. april 1709 med prins Johan Vilhelm Frisco af Nassau-Diez, Oranje og Frisland-Groningen. 
Ægteskabet blev arrangeret af hendes kommende svigermoder Henriette Amalia af Anhalt-Dessau, eftersom hendes fader var Nederlandenes pålidelige allierede i koalitionen mod Frankrig. Ved ægtefællens død i 1711, to år efter vielsen, blev hun af stænderne udpeget til formynder og regent for sin nyfødte søn i stedet for sin svigermor. Som regent sanerede hun økonomien ved at mindske omkostningerne ved hoffet, effektivisere vedligeholdelse af byggerier og sælge en del løsøre på auktion. I 1731 blev sønnen erklæret myndig, og han forlenede hende med baroniet IJsselstein efter, at hun trådte tilbage som regent. Hun arrangerede 1734 sønnens ægteskab.
I IJsselstein gav hun diskret støtte til den pietistiske greve Zinzendorf og hans tilhængere herrnhuterne. Efter, at sønnen var død i 1751, blev hendes svigerdatter Anne af Storbritannien (1709-1759) regent for hendes umyndige sønnesøn Vilhelm.
Da også svigerdatteren døde i 1759, blev Marie Louise endnu en gang udset til regent. Hun forvaltede regeringsansvaret sammen med hertugen af Braunschweig-Wolffenbuttel. Dette førte til konflikter med hendes sønnedatter Caroline af Oranien, som ville have del i styret. År 1765 forsøgte oppositionen at overtale sønnesønnen til at afsætte Braunschweig, men forslaget blev trukket tilbage, da Marie Louise opfattede det som et mistillidsvotum mod hende.
Marie Louise var populær i Nederlandene og beskrives som enkel og charmerende og en handlingskraftig politiker.